# Karaoke (programma televisivo)
Karaoke è stato un programma televisivo itinerante trasmesso su Italia 1 dal 28 settembre 1992 al 1º luglio 1995.
Dopo quasi vent'anni dall'ultima puntata, la trasmissione è tornata in onda dal 30 marzo al 29 maggio 2015 con la conduzione di Angelo Pintus.

## Il programma

### Le origini e l'inaspettato successo con Fiorello (1992-1994)
Il conduttore storico è stato Fiorello, che è stato lanciato proprio grazie a questa trasmissione. Ideato da Fatma Ruffini Karaoke andava in onda tutte le sere alle ore 20:00, e durava 30 minuti. La formula era molto semplice: si alternavano dei concorrenti che cantavano delle canzoni in karaoke. Al termine veniva votato dal pubblico il vincitore. Con questo programma viene lanciata la moda del karaoke anche in Italia. La trasmissione va in onda ogni sera da una piazza in diverse città italiane, e con gli anni il seguito di pubblico si è fatto via via sempre più massiccio fino a diventare un fenomeno di costume sociale.
Come raccontato anche dallo stesso Fiorello anni dopo, nelle prime puntate della trasmissione (che esordì ufficialmente il 27 settembre 1992, con la prima puntata registrata ad Alba davanti un pubblico di una trentina di persone) furono registrati ascolti bassissimi che non superavano il 6% di share (addirittura inferiori rispetto al programma di cui aveva preso il posto nel palinsesto di Italia 1, ossia Il gioco dei 9), tanto che i dirigenti di rete avrebbero volentieri cancellato il programma al termine della messa in onda delle puntate già registrate. Nonostante ciò, nei mesi successivi si ottenne un parziale recupero (sebbene non ancora soddisfacente); inoltre, Fatma Ruffini convinse Silvio Berlusconi a prolungare la trasmissione di Karaoke durante le festività natalizie.
La diversa composizione del pubblico in quel periodo dell'anno contribuì all'esponenziale e repentina crescita degli ascolti fino a toccare il 25% di share, così da portare Mediaset (allora con il nome di Fininvest) a dare ancora fiducia al format, divenuto presto concorrente fortissimo ai telegiornali trasmessi in contemporanea. Visto il grande successo con il Karaoke, Fiorello venne poi chiamato a condurre il Festivalbar 1993 con Claudio Cecchetto, Amadeus e Federica Panicucci; nello stesso anno Fiorello viene premiato con un Telegatto come "Personaggio rivelazione dell'anno", mentre Karaoke ottiene il Telegatto per la "Trasmissione rivelazione dell'anno". Sempre nel 1993 esce l'album doppio Karaoke Compilation, che consiste di due dischi: il primo con le versioni originali di 14 canzoni, il secondo con le versioni strumentali per essere cantate in Karaoke.
Dal 1994 c'è stata anche una versione serale chiamata SuperKaraoke. In una di queste puntate anche l'allora sindaco di Roma Francesco Rutelli si è prestato a cantare la canzone Roma nun fà la stupida stasera, tratta da Rugantino.

### Il cambio di conduzione e la chiusura (1994-1995)
Nella terza stagione, dal 12 settembre 1994 al 1º luglio 1995 la trasmissione è stata condotta da Beppe Fiorello (fratello minore di Rosario), all'epoca noto con il nome d'arte Fiorellino, al quale dal 21 novembre si aggiunse, nel tentativo di risollevare gli ascolti, Antonella Elia. Gli ascolti migliorarono leggermente, ma il programma, per consentire nuove esperienze ai conduttori, venne chiuso lo stesso a fine stagione. Nella primavera 2011 la trasmissione è stata replicata sul canale digitale terrestre Mediaset Extra nella fascia preserale. In passato era stato riproposto nel palinsesto notturno di Italia 1. Nella stessa stagione, lo storico talent show degli anni '90 compare come parodia ufficiale nella puntata dell'edizione dell'anno successivo, il 2012, di Scherzi a parte, in onda su Canale 5 con Luca Bizzarri e Paolo Kessisoglu.

### Il ritorno (2015)
A distanza di vent'anni dall'ultima puntata, il programma viene riproposto su volontà della direttrice di Italia 1 Laura Casarotto, con la conduzione del comico Angelo Pintus. La quarta edizione va quindi in onda dal lunedì al venerdì, dalle 19:55 alle 20:35, dal 30 marzo al 29 maggio 2015 per 40 puntate: sabato 18 aprile 2015, dalle 11:50 alle 12:25, viene invece trasmessa una puntata inedita e diurna senza competizione intitolata Speciale Karaoke e realizzata a Verona. Gli ascolti, tuttavia, furono al di sotto delle aspettative, motivo per il quale non è stato più riproposto nelle stagioni successive.
Il regolamento e la struttura del programma sono rimasti totalmente immutati, mentre il premio che veniva simbolicamente assegnato al vincitore di puntata è stato un mappamondo d'argento nella prima e nella terza settimana e un microfono d'oro a partire dalla seconda settimana di programmazione.

## Partecipazioni
Grazie alla trasmissione di Italia 1 Matricole, si è venuti a conoscenza che alcuni personaggi dello spettacolo, all'epoca ancora sconosciuti, avevano partecipato come concorrenti al programma. Tra questi figurano Elisa, Silvia Salemi, Tiziano Ferro, Annalisa Minetti, Camila Raznovich, Michele Fenati e Laura Chiatti. In una puntata registrata ad Alghero viene invece inquadrata più volte tra il pubblico in prima fila una giovanissima Elisabetta Canalis.

## Ascolti TV
| Puntata       | Telespettatori |
| ------------- | -------------- |
| 11 marzo 1994 | 5 840 000      |
| 18 marzo 1994 | 5 095 000      |
| 21 marzo 1994 | 5 325 000      |
| 22 marzo 1994 | 5 372 000      |
| 24 marzo 1994 | 5 486 000      |